# Anne Breivik
Anne Breivik, född 5 februari 1932 i Steinkjer, död 4 maj 2012 i Moss, var en norsk grafiker.
Breivik blev 1960 elev till Stanley William Hayter i Paris. 1965 grundade hon den internationella grafikverkstaden Atelier Nord i Oslo, som hon också har lett. Hennes kraftiga, abstraherande raderingar finns i ett flertal norska och utländska museer. Nasjonalgalleriet i Oslo äger bland annat serien Minner om et landskap (1976).